# Цзюйжун
Цзюйжу́н (кит. упр. 句容, пиньинь Jùróng) — городской уезд городского округа Чжэньцзян провинции Цзянсу (КНР).

## История
Во времена империи Хань в этих местах был образован уезд Цзюйжун (句容县). Во времена империи Сун он был в 1020 году переименован в Чаннин (常宁县), однако вскоре ему было возвращено прежнее название.
После того, как коммунисты во время гражданской войны в 1949 году форсировали Янцзы и приступили к освобождению от власти Гоминьдана земли на южном её берегу, для управления лежащими южнее Янцзы территориями провинции Цзянсу 27 апреля 1949 года был образован Специальный административный район Сунань. Под его юрисдикцией, в частности, был создан Специальный район Чжэньцзян (镇江专区), в состав которого вошёл уезд. В 1953 году специальные административные районы Субэй и Сунань были объединены в провинцию Цзянсу, в подчинение властям которой перешёл Специальный район Чжэньцзян. 
В 1958 году власти Специального района Чжэньцзян (镇江专区) переехали из Чжэньцзяна в Чанчжоу, и Специальный район Чжэньцзян был переименован в Специальный район Чанчжоу (常州专区). В 1959 году власти специального района вернулись из Чанчжоу в Чжэньцзян, и район был переименован обратно. 
В 1970 году Специальный район Чжэньцзян был переименован в Округ Чжэньцзян (镇江地区).
В марте 1983 года был расформирован округ Чжэньцзян, а вместо него образованы городские округа Чжэньцзян и Чанчжоу.
В 1995 году уезд Цзюйжун был преобразован в городской уезд.

## Административное деление
Городской уезд делится на 3 уличных комитета и 8 посёлков.

## Экономика
Важное значение имеет сельское хозяйство, особенно выращивание тюльпанов. 